# Partido Social Democrata (Osttimor)

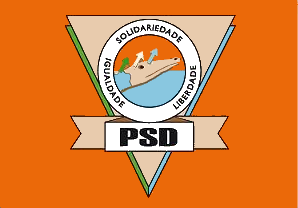
Flagge der Partido Social Democrata

Die Partido Social Democrata (deutsch Sozialdemokratische Partei) ist eine osttimoresische Partei, die am 20. September 2000 gegründet wurde. Trotz ihres Namens wird die Partei, wie ihr portugiesisches Vorbild, im politischen Spektrum meist zur rechten Mitte gerechnet (konservativ, christlichdemokratisch). Selbst bezeichnet sie sich als in der Mitte zwischen links und rechts stehend. Ziel der Parteigründer war, dem Wähler eine moderate Alternative zu FRETILIN und UDT zu bieten. 2002 hatte die Partei 8.000 Mitglieder. Seitdem büßte die PSD ihre Bedeutung ein. Bei den Parlamentswahlen in Osttimor 2023 trat die PSD nicht mehr an.
Die PSD war eine von fünf Parteien in der Koalition Aliança da Maioria Parlamentar AMP im Nationalparlament Osttimors, die zwischen 2007 und 2012 die Regierung stellte.

## Übersicht

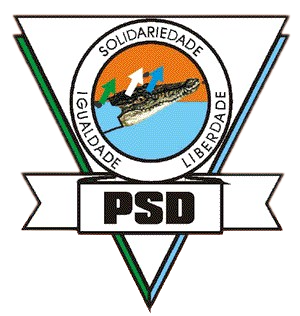
Logo

Bei der Gründung im Hauptquartier des Conselho Nacional de Resistência Timorense CNRT sprach Xanana Gusmão als Redner, weswegen der Partei eine Nähe zum ersten Präsidenten Osttimors nachgesagt wurde. Die Partei war ab ihrer Gründung Mitglied im CNRT, dem Dachverband der osttimoresischen Parteien und Organisationen, bis zu dessen Auflösung 2001. Symbol der Partei ist das Krokodil, das in der Schöpfungsgeschichte Timors eine Rolle spielt. Parteifarbe ist nach Vorbild der portugiesischen PSD orange, das Parteimotto lautet „Solidariedade Igualdade Liberdade“ (Solidarität, Gleichheit, Freiheit). Es gibt eine eigene Jugend- und eine Arbeitnehmerabteilung. Außerdem Arbeitskreise zu Arbeit, politisches System, Wirtschaft, Außenpolitik und andere politische Bereiche.

## Programm
Die PSD tritt für die Achtung der Menschenrechte, Pluralismus, Partizipation, soziale Gerechtigkeit, die Herrschaft des Gesetzes, Festsetzung eines Mindestgehalt, die Rechte von Frauen, Kindern und Minderheiten und individuelle Gleichheit und Rechte ein. Politik nach einer Ideologie lehnt die PSD ab. Die Rolle der Regierung in der Wirtschaft und im Umweltschutz wird betont. Im Vordergrund ihrer Bemühungen stehen Bildung, Kultur, Wohnungsbau und Gesundheit. Todesstrafe und Abtreibung werden abgelehnt. Sozialleistungen sollen vor allem die vom Unabhängigkeitskrieg am meisten Betroffenen, nämlich Veteranen, Witwen und Waisen. Die PSD unterstützte die Einführung von Portugiesisch als offizielle Amtssprache und eine Weiterentwicklung des Tetums.

## Geschichte

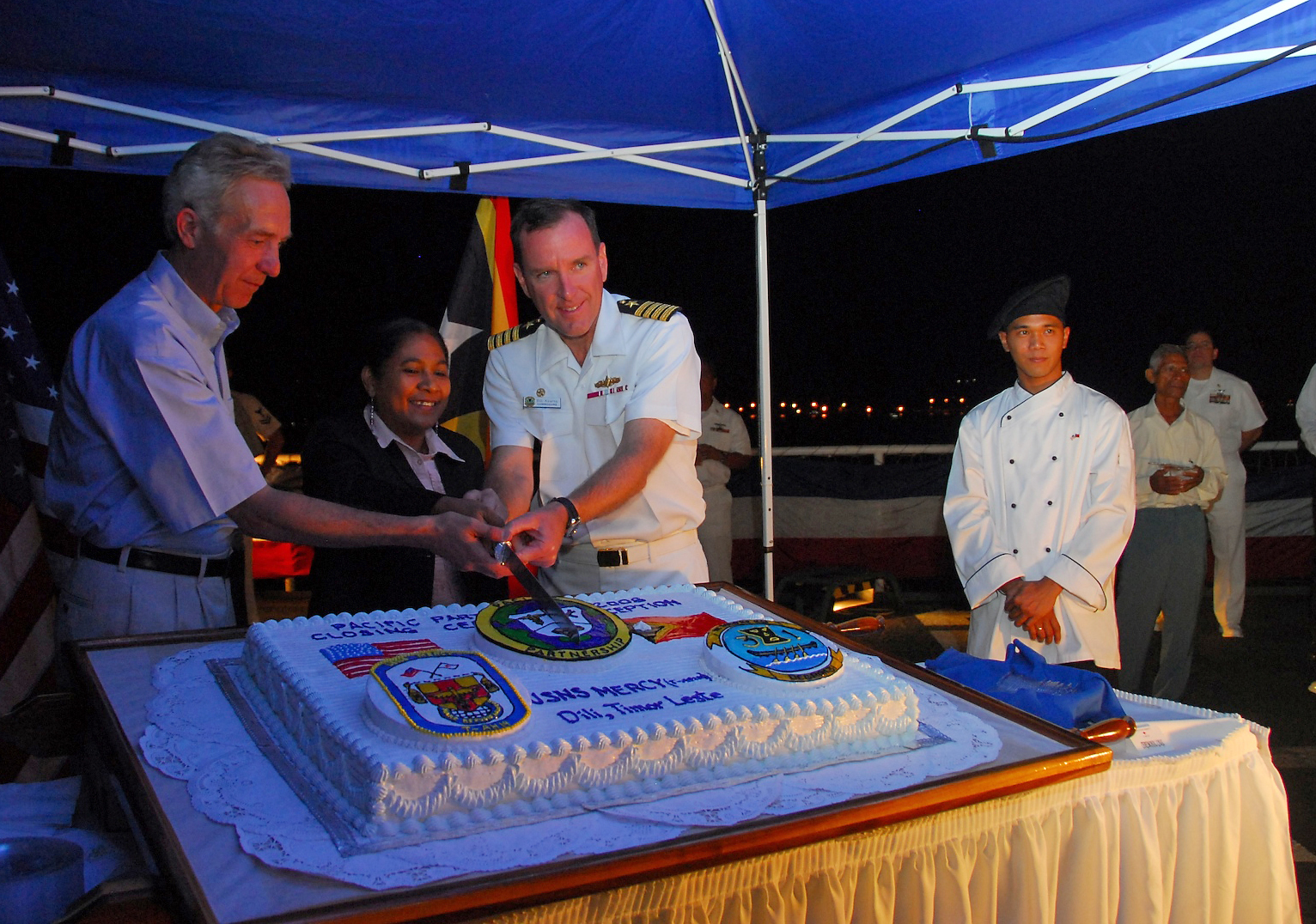
Vizeparlamentspräsidentin Maria da Paixão an Bord der USNS Mercy

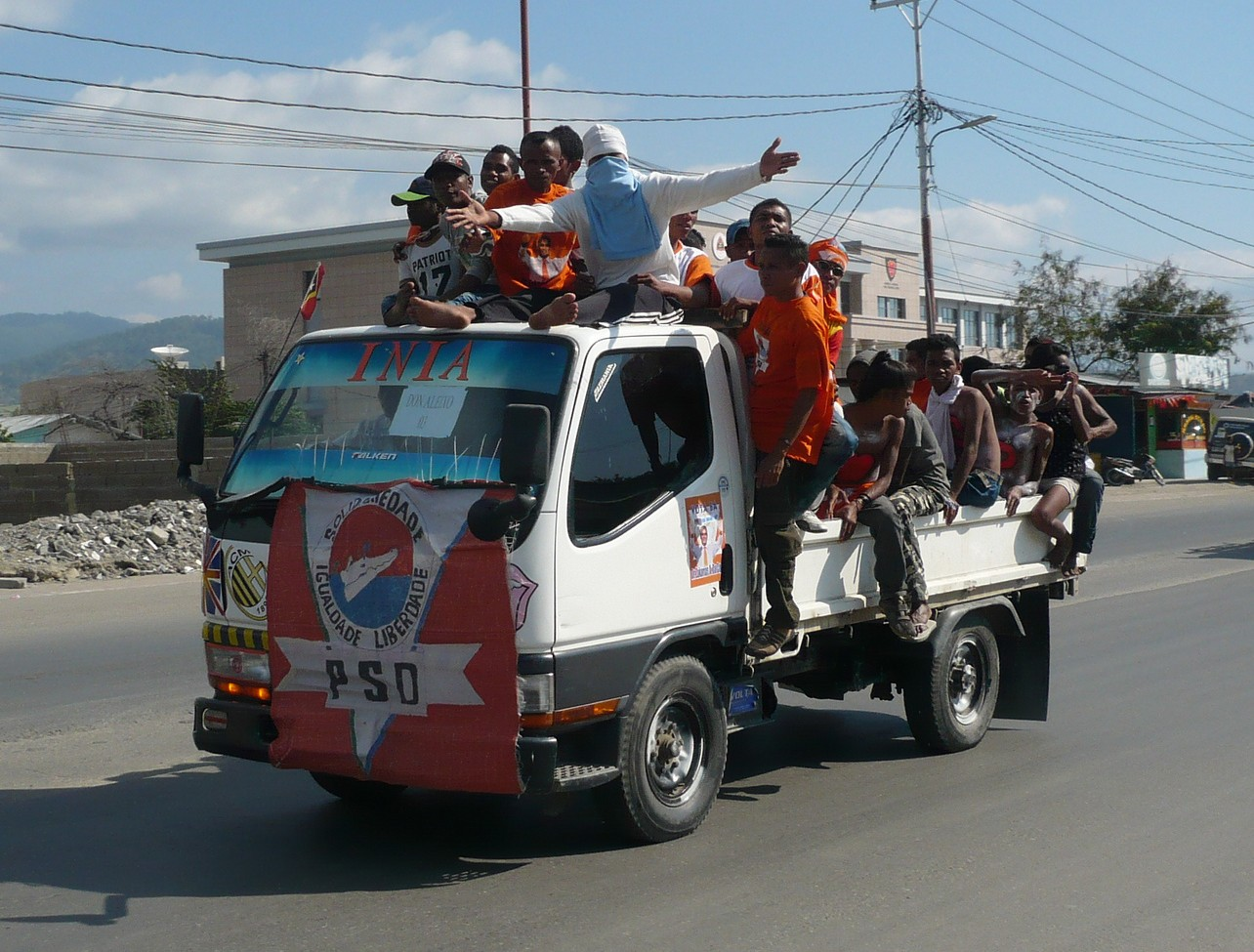
PSD-Kampagne zur Parlamentswahl 2012

Bei den ersten Parlamentswahlen am 30. August 2001 erhielt die PSD 8,2 % der Stimmen und damit sechs der insgesamt 88 Sitze im Parlament von Osttimor. Die PSD-Abgeordneten im Parlament waren Fernando Dias Gusmão, Leandro Isaac, Lúcia Lobato und Vidal de Jesus (Comandante Riak Leman, ehemaliges Mitglied der FALINTIL). Milena Pires (ehemalige Wahlkampfleiterin von Xanana Gusmão, gab ihr Mandat auf um Chefin bei UNIFEM Timor-Leste zu werden) und Mário Viegas Carrascalão wurden während der Legislaturperiode durch João Mendes Gonçalves und Maria da Paixão da Costa, der Vizepräsidentin des Parlaments, ersetzt. Isaac, bis dato stellvertretender Parteivorsitzender wurde 2003 aus der PSD ausgeschlossen, behielt aber seinen Sitz im Parlament.
Anfang März schloss sich Isaac den in Same eingeschlossenen Rebellen unter der Führung von Alfredo Reinado an, um gegen deren drohende Festnahme zu protestieren. Bei der Stürmung des Ortes durch australische Soldaten blieb er unverletzt. Vier Rebellen starben, einige konnten gefangen genommen werden, doch Reinado gelang die Flucht. Vor diesen Vorfällen hatte die PSD Reinado aufgefordert, als ihr Kandidat bei den Präsidentenwahlen 2007 anzutreten. Später kündigte der Parteivorsitzende Mário Viegas Carrascalão seine Kandidatur an, doch dann trat Lúcia Lobato als einzige weibliche Kandidatin bei den Wahlen an. Sie schied bereits nach dem ersten Wahlgang mit 8,86 % der Stimmen aus.
Bei den Parlamentswahlen am 30. Juni 2007 trat die PSD in einer gemeinsamen Liste mit der Associação Social-Democrata de Timor ASDT an. Die Liste nannte sich Coligação ASDT/PSD (Koalition ASDT/PSD, kurz C-ASDT/PSD). Sie erhielt 15,73 % der Stimmen und 11 der 65 Sitze im Parlament. Sie wurde damit drittstärkste Kraft nach FRETILIN und Congresso Nacional da Reconstrução Timorense CNRT. In den damaligen Distrikten Manufahi, Aileu und Ainaro gewann die ASDT/PSD sogar die meisten Stimmen. Die FRETILIN, die mit 21 Sitzen stärkste Partei wurde, erhob den Anspruch auf die Führung in einer zukünftigen Regierung, sei es als Minderheitsregierung oder in einer Koalition, doch C-ASDT/PSD, CNRT und Partido Democrático PD schlossen sich in einer Koalition unter dem Namen Allianz der Parlamentarischen Mehrheit zusammen, kurz AMP. Die AMP verfügte mit 37 Sitzen über eine knappe Mehrheit im Parlament. Nach erfolglosen Verhandlungen mit der FRETILIN und Vermittlungsversuchen durch Staatspräsident Ramos-Horta wurde schließlich der CNRT-Vorsitzende Xanana Gusmão mit der Regierungsbildung beauftragt und stand nun einer AMP-Regierung als Premierminister vor. In der Regierung stellte die PSD drei Minister.
Anfang Mai unterzeichnete die ASDT eine Bündniserklärung mit der FRETILIN. Allerdings verließ sie nicht die Regierungskoalition, sondern plant mit der FRETILIN bei den nächsten Wahlen zusammenzuarbeiten. Beide Parteien forderten daher für das Frühjahr 2009 Neuwahlen. Die PSD verblieb aber trotz Unzufriedenheiten in den eigenen Reihen in der Koalition mit dem CNRT.
Bei den Parlamentswahlen 2012 scheiterte die PSD mit 10.158 Stimmen (2,15 %) an der Drei-Prozent-Hürde. Über 3 % erhielt die PSD in den Distrikten Bobonaro (3,17 %), Manufahi (5,70 %) und Oecusse (5,87 %). trennte sich aber 2018 noch vor den vorgezogenen Neuwahlen am 12. Mai von dem Bündnis, um Teil der
Bei den Parlamentswahlen 2017 erhielt die PSD 0,83 % der Stimmen und scheiterte damit an der Vier-Prozent-Hürde. Danach schloss sich die PSD dem Fórum Demokrátiku Nasionál (FDN) an, trennte sich aber 2018 noch vor den vorgezogenen Neuwahlen am 12. Mai von dem Bündnis, um Teil der Movimento Social Democrata (MSD) zu werden. Bei den vorgezogenen Parlamentswahlen in Osttimor 2018 scheiterte die MSD deutlich an der Vierprozenthürde mit nur 3.188 Stimmen (Anteil: 0,5 %).

## Wichtige Mitglieder

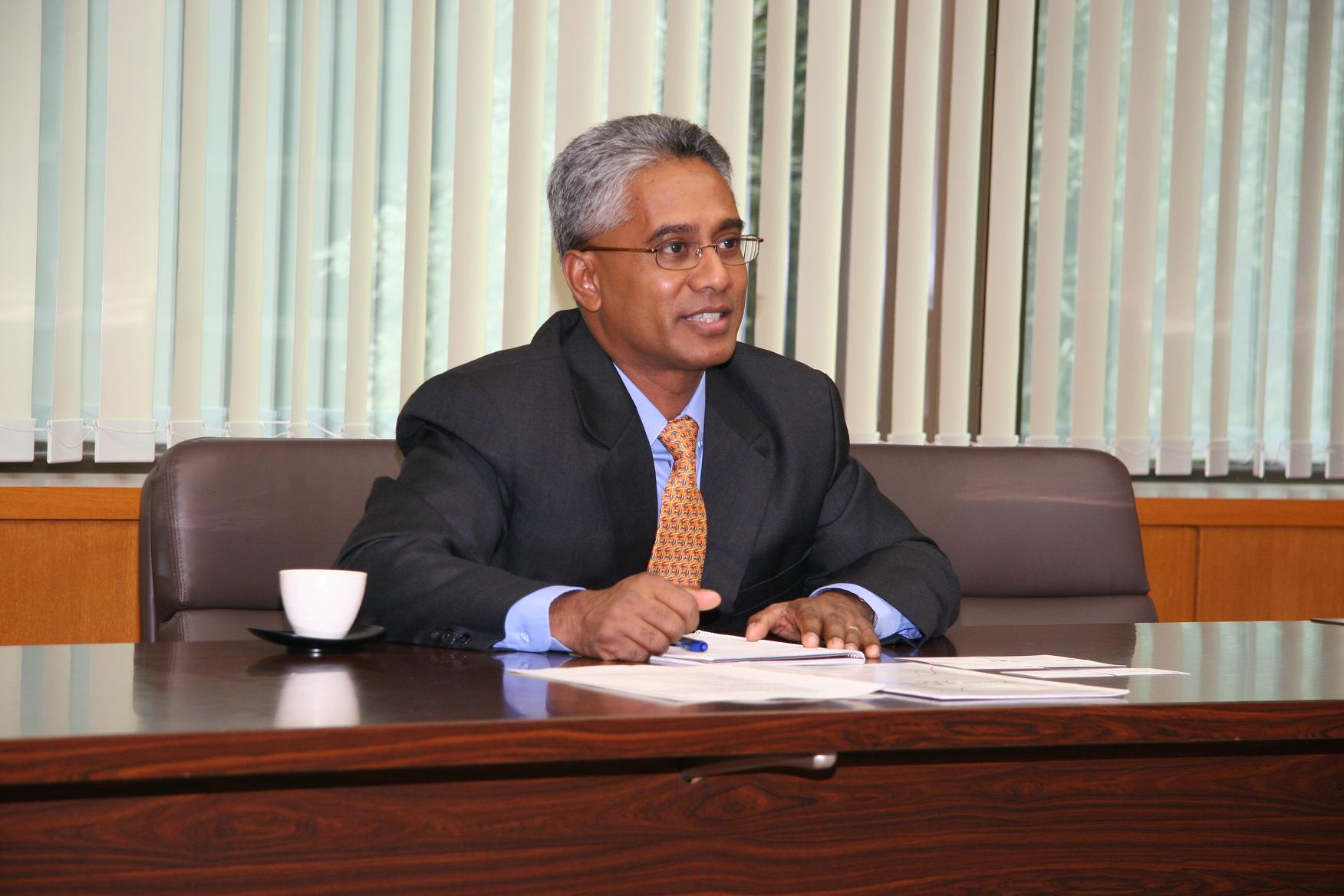
Der ehemalige Parteivorsitzender Zacarias da Costa

Mitbegründer und der erste Vorsitzende der PSD war Mário Viegas Carrascalão, der bereits während der indonesischen Besatzungszeit Gouverneur der damaligen Provinz Timor Timur war und dabei Menschenrechtsverletzungen der Indonesier aufdeckte. Er genoss in Osttimor und ganz Südostasien ein hohes Ansehen.
Sein Nachfolger als Parteivorsitzender wurde am 7. Dezember 2008 Zacarias Albano da Costa. Er setzte sich gegen Generalsekretär Fernando Dias Gusmão in einer Kampfabstimmung durch. Costa war zwischen 2007 und 2012 Außenminister Osttimors, früher Berater des amerikanischen Ministeriums für Entwicklung USAID und ehemalige stellvertretende Vorsitzende der UDT (1993–2000). Zeitweise war Costa Generalsekretär der PSD. Fernando Gusmão verließ schließlich die PSD und gründete die Partido do Desenvolvimento Nacional (Partei der Nationalen Entwicklung PDN). Generalsekretär der PSD wurde nun Marito Magno.
Lúcia Lobato war stellvertretende Vorsitzende und saß für die PSD von 2001 bis 2007 im Nationalparlament. Sie war 2007 Präsidentschaftskandidatin und in der IV. Regierung Osttimors von 2007 bis 2012 Justizministerin. 2012 wurde Lobato wegen Fondmissmanagement zu fünf Jahren Gefängnis verurteilt und des Amtes enthoben. Ein weiterer Vizevorsitzender ist Vidal Riak Leman de Jesus.
João Mendes Gonçalves war ebenfalls stellvertretender Vorsitzender und Parteisprecher. Er bekleidete in der IV. Regierung das Amt des Ministers für Wirtschaft und Entwicklung. Zu den Parlamentswahlen 2017 und 2018 führte er die Partei als neuer Vorsitzender erfolglos in den Wahlkampf.
Papito Monteiro war von August 2007 bis September 2008 Staatssekretär für ländliche Entwicklung, trat aber aus gesundheitlichen Gründen von seinem Amt zurück. 2017 war er Vizepräsident der PSD.
Auch andere ehemalige Mitglieder der Führungsebene von FRETILIN und UDT gehören zu den Gründern. Selbst der spätere Präsident Osttimors, der parteilose José Ramos-Horta soll bei der Gründung eine Rolle gespielt haben, was Ramos-Horta aber bestreitet. Weitere prominente Mitglieder sind Germano Jesus da Silva (ehemals FRETILIN), Carlos Alberto und Ágio Pereira (ehemals FRETILIN, nun CNRT).

## Belege
- Indonesien-Information Nr. 1 2002 (Februar)